# Sophie Cossaeus
Sophie Cossaeus (* 18. Juli 1893 in Wiesbaden; † 23. September 1965 in Arnoldshain, Schmitten (Hochtaunus); auch: Sophie Cossäus) war eine deutsche Schauspielerin.

## Leben
Sophie Cossaeus geb. Weingärtner debütierte 1908 am Stadttheater Mainz. 1911 bis 1914 spielte sie Theater in Freiburg im Breisgau. Nach dem Tod ihres Mannes 1920 kam sie nach Frankfurt am Main, wo sie zunächst als Soubrette am Albert-Schumann-Theater auftrat. Später wechselte sie an das Neue Theater des Theaterdirektors Arthur Hellmer. 1930 wechselte sie ins Charakterfach und nahm ein Engagement als jugendliche Naive in Offenbach an. Von 1934 bis 1944 gehörte sie dem Ensemble der Rhein-Mainischen Landesbühne an, mit dem sie Tourneen unternahm und im Zweiten Weltkrieg auch in Fronttheatern zur Betreuung von Soldaten spielte. 1944 wurde sie als Arbeiterin in der Rüstungsindustrie dienstverpflichtet.
Nach dem Krieg schloss sie sich zunächst einer Wanderbühne an und zog mit ihr 1945 bis 1948 durch die Französische Besatzungszone. 1948 kehrte sie als Charakterschauspielerin nach Frankfurt am Main zurück. Sie gehörte nacheinander verschiedenen Ensembles an, zunächst dem Intimen Theater und später bei Fritz Rémond im Kleinen Theater im Zoo. Zu ihren herausragenden Rollen gehörte die Gudula Rothschild in Carl Rößlers Die fünf Frankfurter und die Abby Brewster in Arsen und Spitzenhäubchen. Ihre Popularität begründete sich jedoch hauptsächlich durch ihre Mitwirkung in der Familie Hesselbach. In den vier Kinofilmen spielte sie die Nachbarin der Hesselbachs, Frau Ottendorf, in der Hörspiel- und in der Fernsehserie Hesselbach GmbH bzw. Die Firma Hesselbach das Fräulein Lohmeier.
Sophie Cossaeus starb am 23. September 1965 in Arnoldshain. Da die einzelnen Folgen der Die Firma Hesselbach gegen Ende der Serie teilweise weit vor dem Sendetermin aufgezeichnet wurden, spielte Sophie Cossaeus noch in Folge 45 mit, die am 29. Dezember 1966 gesendet wurde. Ihr Grab befindet sich auf dem Frankfurter Hauptfriedhof im Gewann F, Grabnummer 1459; sie liegt dort zusammen mit ihrer 1941 im Alter von 23 Jahren verstorbenen Tochter Hilde.

## Filmografie
- 1954: Die Familie Hesselbach
- 1955: Die Familie Hesselbach im Urlaub
- 1956: Herr Hesselbach und die Firma
- 1956: Schiffchen zu 100 Francs (Fernsehfilm)
- 1956: Öl und Champagner (Fernsehfilm)
- 1957: Impromptu de Paris (Fernsehfilm)
- 1957: Die Freundin meines Mannes
- 1958: Der Datterich (Fernsehfilm)
- 1958: César (Fernsehfilm)
- 1960–66: Die Firma Hesselbach (Fernsehserie, 41 Folgen)
- 1964: Doktor Murkes gesammeltes Schweigen (Fernsehfilm)